# 광 핀셋

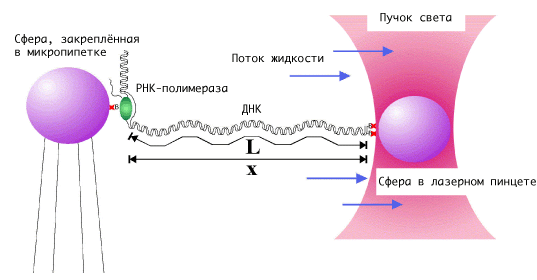

광 핀셋(Optical Tweezers)은 과학 연구 도구로 집광된 레이저 빔을 사용하여 현미경으로 볼 수 있는 작은 물체(보통 1~10㎛ 크기의 구슬)에 인력 또는 척력을 제공하고, 그 움직임을 기록하는 장치이다. 주어지는 인력과 척력은 광학적으로 잡아 움직이려는 미세 유전체 물체의 굴절률의 차이에 따라 다르다. 광 핀셋에 대한 기본적인 개념은 1970년 벨 연구소에서 아서 애슈킨에 의해 처음 착안되었으며, 1986년 이루어진 스티븐 추에 의해 처음으로 실현되었다.
광 핀셋에 관한 연구로 아서 애슈킨은 2018년 노벨 물리학상을, 스티븐 추는 1997년 노벨 물리학상을 수상했다.
광 핀셋은 근년 다양한 생물학 연구에 성공적으로 사용되고 있다.

## 같이 보기
- 광 공중부양